# Таганский район
Тага́нский район — район Центрального административного округа Москвы. Расположен к востоку и юго-востоку от исторического центра города — Зарядья и Китай-города, по левому (северному) берегу реки Москвы. Району соответствует внутригородское муниципальное образование муниципальный округ Таганский.
Территория района, заселявшаяся с запада на восток, начиная с рубежа XIV—XV веков, включает основанное в XIII веке Крутицкое подворье. В XVII веке в районе сложилась система слобод ремесленников и хлебопашцев, а во второй половине XVIII возник центр старообрядчества — Рогожская слобода.
Название района происходит от Таганной ремесленной слободы за Яузой, располагавшейся на месте современных Радищевских улиц близ Таганской площади. Её жители, кузнецы, изготавливали таганы — треножники для котлов, которыми пользовались в походах стрельцы.

## Показатели района
По данным федеральной службы государственной статистики площадь территории района — 801 га (на сайте ЦАО 791,6 га).

## Расположение

### Границы района
Границы современного Таганского района проходят:
- c юго-запада по оси русла реки Москвы
- с запада по Китайгородскому проезду
- с севера и северо-востока по Солянскому проезду, Солянке, Подколокольному переулку, Воронцову Полю, Верхней Сыромятнической улице, оси Курского направления МЖД, Нижегородской улице
- c востока, юго-востока и юга по Скотопрогонной улице, Малой Калитниковской улице, Михайловскому проезду, Волгоградскому проспекту, улице Мельникова, Первой Дубровской улице, Третьему Крутицкому переулку, Симоновскому Валу, Арбатецкой улице.

### Ландшафт

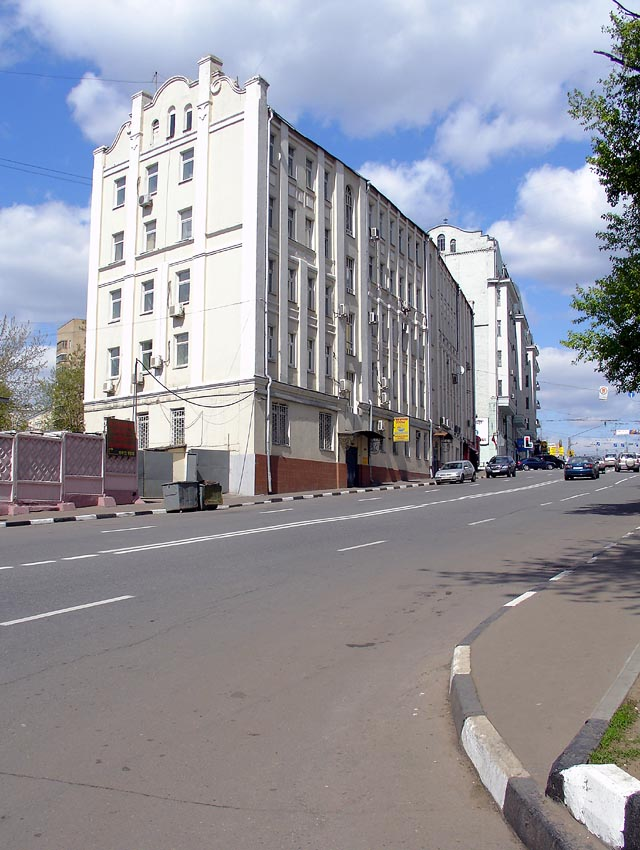
Крутой подъём на Таганский холм по Народной (бывшей Краснохолмской) улице

Вдоль левого берега реки Москвы тянется цепь холмов («крутицы»). К востоку от устья Яузы расположен Таганский холм; его склоны ранее имели собственные имена — Швивая (Вшивая) горка, Красный холм, Лыщикова гора. Современная застройка отчасти скрывает исторический рельеф, а местами (например у высотки на Котельнической) он намеренно срезан.
В центральной части района рельеф определяется как руслом Яузы, так и спрятанной в трубу речкой Рачкой, протекавшей из «Поганых» (Чистых) прудов вдоль современных Колпачного и Подкопаевского переулков и далее по территории Воспитательного дома. Рачка разрезала земли между Зарядьем и Яузой на высоко лежащие «старые сады» и низменные, лесистые «кулишки».
Восточнее, вблизи Новоспасского монастыря и Крутицкого подворья, в Москву впадали речки Сара, вытекавшая из Калитников, и Подон. По наиболее распространённой версии, реки получили название по епархии Сарской и Подонской, которой принадлежали Крутицы. Сохранившийся Калитниковский пруд питается Калитниковским ручьём, и питает реку Хохловку, впадающую в Нищенку, а та — в Москву ниже Нагатина). На территории района также сохранился относительно крупный (1,5 га) Новоспасский пруд между стенами Новоспасского монастыря и рекой Москвой, а некогда существовавший Воксальный пруд у Таганского парка — ликвидирован в конце XIX века.

### Исторические слободы и урочища

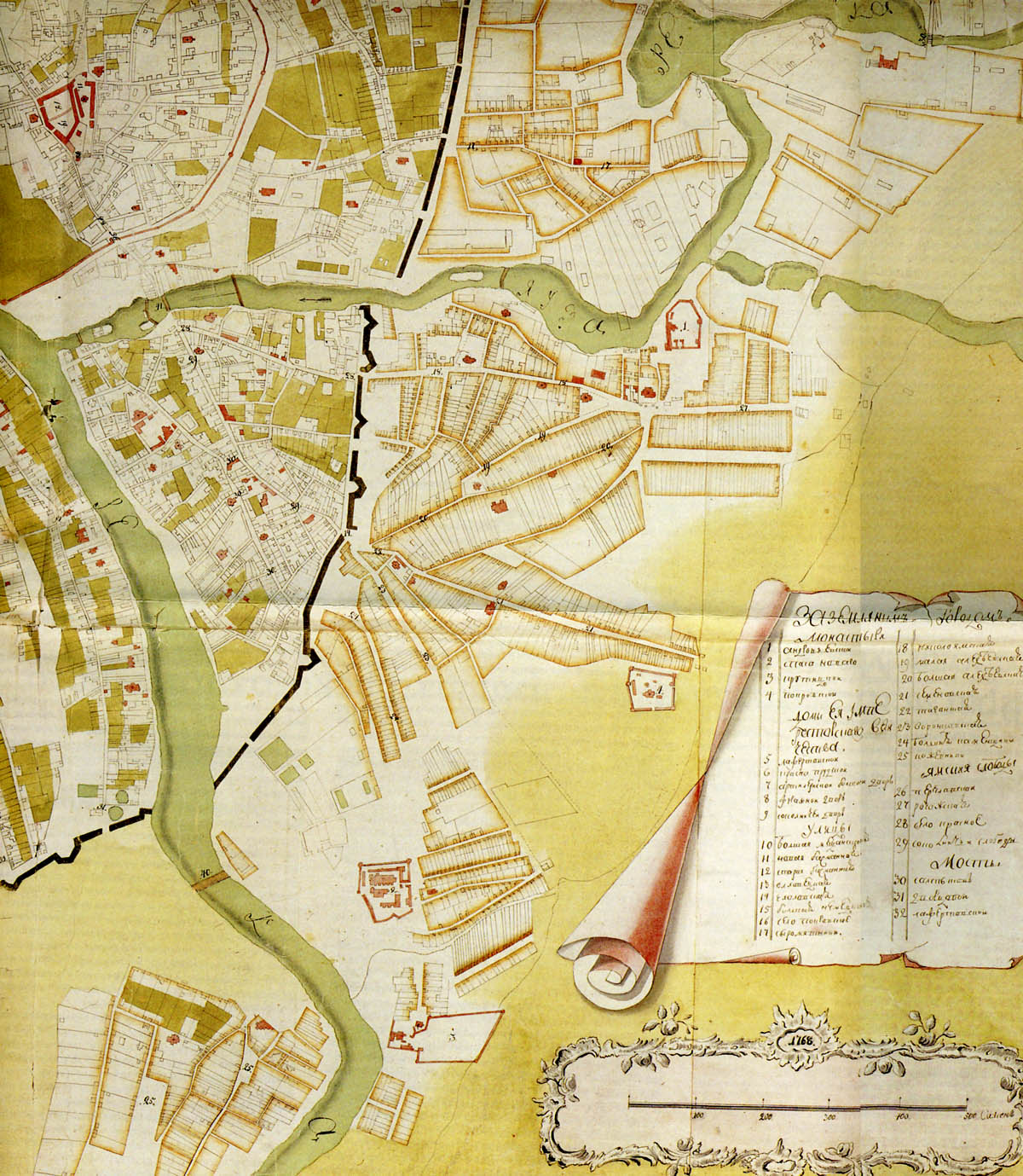
Карта Заяузья и прилегающих земель («Горихвостовский чертёж»), составленная в 1760—1768. На месте будущего Воспитательного дома — зелёный Васильевский луг. Линия Камер-Коллежского вала едва намечена.

Район объединяет разнородные местности, — от заселённых в XIII веке (Крутицы) до промышленных окраин, развитие которых началось в конце XIX века. Исторические названия этих слобод и урочищ отчасти сохранились на карте города. При движении из центра города к окраинам это:
- В пределах Садового кольца по правому берегу Яузы:
  - Кулишки
  - Бывший Васильевский луг, с 1760-х годов занимаемый Воспитательным домом
  - Хитровка на границе с Басманным районом
  - Воронцово Поле
  - Серебряническая слобода и село Воробино (см. Серебрянический переулок, Большой Николоворобинский переулок)
- За Садовым кольцом по правому берегу Яузы — Сыромятническая слобода (см. Верхняя Сыромятническая улица)
- За Яузой в пределах Садового кольца и непосредственно за Садовым Кольцом — собственно Таганка, историческое Заяузье:
  - Вшивая горка и Котельническая слобода (см. Котельническая набережная)
  - Гончарная слобода (см. Гончарная улица)
  - Таганская площадь
- От Садового кольца до Камер-Коллежского вала:
  - Алексеевская слобода
  - Рогожская ямская слобода
  - Воронцовская слобода (см. Воронцовская улица)
  - Каменная слобода (см. улица Большие Каменщики)
- За Камер-Коллежским валом:
  - Рогожский посёлок
  - Калитники (см. Большая Калитниковская улица)
  - Крутицы с Крутицким подворьем
  - Дубровский посёлок (см. 1-я Дубровская улица)

## История

### XIII—XVI века
В Заяузье находятся древнейшие в Земляном городе следы человека — ещё домосковские поселения на Швивой горке (Большой Ватин переулок — Гончарная улица) и Лыщиковой горе (Николоямская улица — Лыщиков переулок). Вскоре после основания города по территории района протянулись дороги на Коломну и Владимир, дополнявшие водное сообщение. До Яузы две дороги шли вместе, по современным улицам Солянке и Яузской, далее они расходились; на их месте в XV веке возникли главные радиальные улицы Заяузья — современные Николоямская и Верхняя Радищевская.
В 1272 году при князе Данииле Московском (сыне Александра Невского) Крутицкий холм был отдан под подворье Сарской епархии, окормлявшей православное население Сарай-Бату. Последующие правители — Иван II Красный, Дмитрий Донской — поддерживали епархию денежными вкладами и привилегиями.

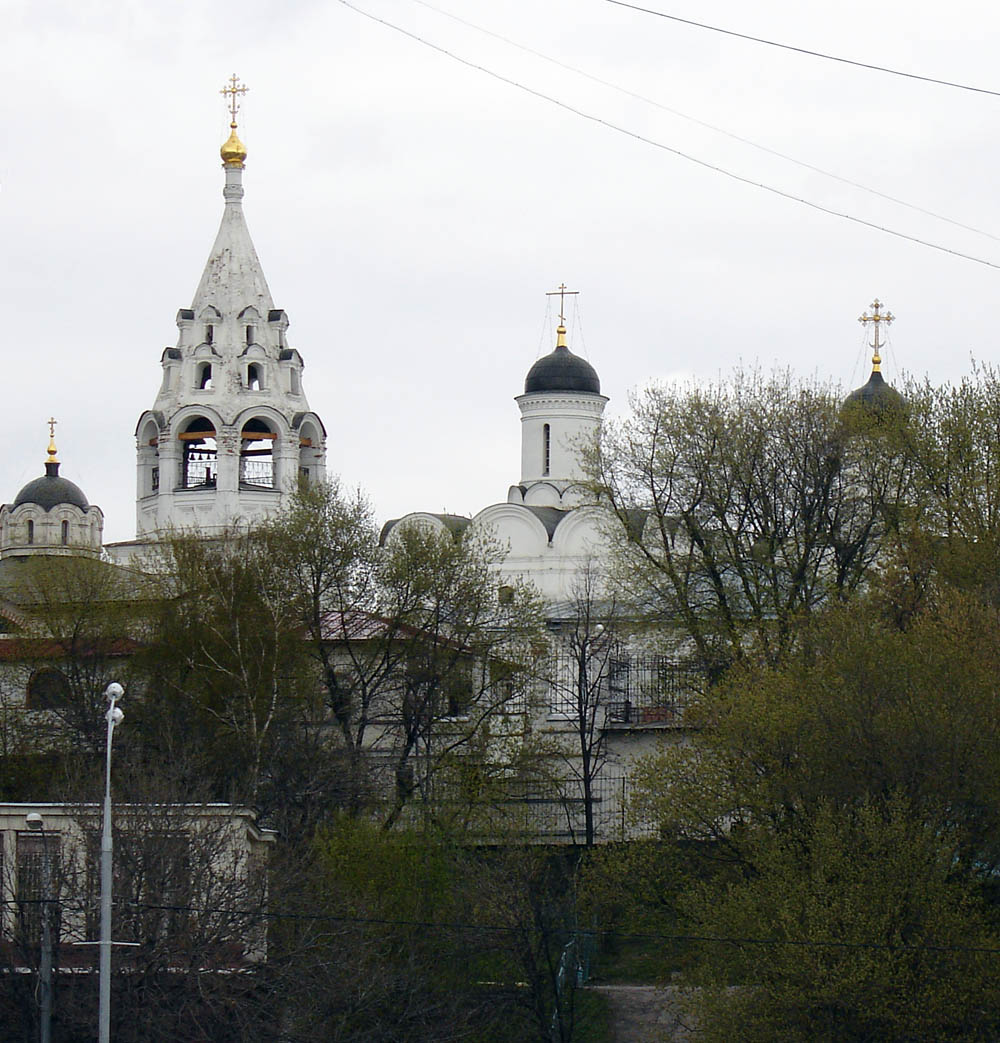
Храм Никиты Мученика на Швивой горке, современное Афонское подворье

Собственно город Москва вышел за границы Кремля и Зарядья только на рубеже XIV—XV веков. В начале XV века на холме над ручьём Рачкой была устроена великокняжеская усадьба с обширными садами и церковью Святого Владимира «в старых садах» (см. Старосадский переулок). Вблизи усадьбы был основан Ивановский монастырь; сама усадьба и примыкавшие к ней боярские дворы и поселения служителей постепенно расширялась на восток, к царскому селу Воронцову. К концу XVI века из всех царских садов в этой части города сохранился только один — на «Васильевом лугу» (южнее современной Солянки). К этому времени Солянка, соединявшая Варварские ворота Китай-города и мост через Яузу, стала важной торговой улицей с Рыбным и Соляным дворами.
Заяузье начало активно заселяться на рубеже XV—XVI веков, прежде всего за счёт выселенных из города ремесленников, занимавшихся огнеопасными промыслами: гончаров и кузнецов — бронников и котельников (см. Котельническая набережная). Мастера, изготовлявшие таганы, и дали название Таганке. С 1476 года известен Храм Никиты Мученика на Швивой горке (перестроен в камне в XVI веке). В том же XV веке в Заяузье появились великокняжеские и боярские сёла, а в 1490 вблизи Крутиц был основан Новоспасский монастырь. В XVI веке быстрорастущая слобода котельников оттеснила поселение гончаров в восточную часть современной Гончарной улицы, которая возникла как ответвление от большой Коломенской дороги.

### XVII век
В отличие от Замоскворечья, где разрушения Смутного времени и постройка укреплений Земляного Вала полностью изменили сеть радиальных улиц, основные радиальные улицы Заяузья, возникшие в XV—XVI веках, остались на прежнем месте. В XVII веке сложилась сеть переулков Заяузья, круто спадавших с холмов к рекам. Во многом эта сеть дожила до XXI века, исключая те переулки, что были уничтожены или превратились во внутриквартальные проезды в ходе крупномасштабной застройки послевоенных лет.
В середине XVII века плотность населения в Заяузье стала одной из самых высоких в Москве. В это время Заяузье было ограничено с востока Земляным Валом, с единственными воротами на Таганской площади. На ней образовался Таганский рынок, причём большинство лавок в XVII веке держали стрельцы. Современный Тетеринский переулок напоминает об их командире, полковнике Тетерине. Крупнейшей же слободой XVII века была Семёновская чёрная слобода пахарей (189 дворов в 1639, 238 дворов в 1653); часть её в середине века переселилась за Земляной вал, в современную Таганскую улицу.
После постройки Скородома (1591—1592) началось заселение и территорий к востоку от Таганской площади. В 1635 был основан Покровский монастырь (Таганская улица, 58). В 1639 с Воронцова Поля за городскую стену переселилась часть тяглецов чёрной Воронцовской слободы; примерно в те же годы к югу от новой Воронцовской слободы была основана слобода дворцовых каменщиков. По дороге на Владимир возникла Рогожская ямская слобода с первоначальным центром у церкви Николы на Ямах (совр. Николоямская улица, 39). Была в Заяузье и слобода «немцев» — «Кукуй-город». Упомянутый на Несвижском плане «Кукуй-город» не тождественен Кукую в Немецкой слободе. Вероятно, для составителя чертежа топоним «Кукуй» был именем нарицательным, обозначавшим вообще всякое поселение иноземцев. «Немецкое» кладбище было устроено за Земляным валом, по Воронцовской улице.
Таким образом, к середине XVII века на территории района сложилась система слобод, зафиксированная писцовыми книгами 1651—1652 годов:
| Слобода                | Род занятий                                  | Число дворов | Современное местоположение                           |
| ---------------------- | -------------------------------------------- | ------------ | ---------------------------------------------------- |
| Алексеевская           | Чёрная слобода                               | 166          | Алексеевские улицы                                   |
| Воронцовская (I)       | Чёрная слобода                               |              | Воронцово Поле                                       |
| Воронцовская (II)      | Чёрная слобода                               | 135          | Воронцовская улица                                   |
| Гончарная              | Гончарное дело                               |              | Гончарная улица близ Земляного Вала                  |
| Каменная               | в ведении Каменного Приказа                  |              | Улица Большие Каменщики                              |
| Кузнецкая              | Кузнечное дело                               |              | Яузская улица от Яузского моста                      |
| Иноземная Старопанская | Этническое поселение поляков                 | 52           | Воронцово Поле, близ Яузского бульвара               |
| Иноземная Греческая    | Этническое поселение греков                  |              | Заяузье, за пределами Земляного Вала                 |
| Рогожская Ямская       | Ямская служба                                |              | Николоямская улица за Земляным Валом и Воронья улица |
| Садовая                | Поставка ко двору ягод и фруктов             | 25           | Воронцово Поле, близ Земляного Вала                  |
| Семёновская (I)        | Чёрная слобода                               | 238          | Николоямская улица от Яузского моста                 |
| Семёновская (II)       | Чёрная слобода                               | 238          | Таганская улица                                      |
| Стрелецкая             | Поселение стрельцов                          |              | Заяузье, близ Высокояузского моста                   |
| Сыромятная конюшенная  | Изготовление сёдел и сбруи для двора и войск | 53           | Сыромятнические улицы                                |
| Таганная               | Кузнечное дело                               | 93           | Радищевские улицы близ Земляного Вала                |
| Тетеринская            | в ведении Каменного приказа                  | 10           | Тетеринский переулок                                 |

### XVIII век и первая половина XIX века

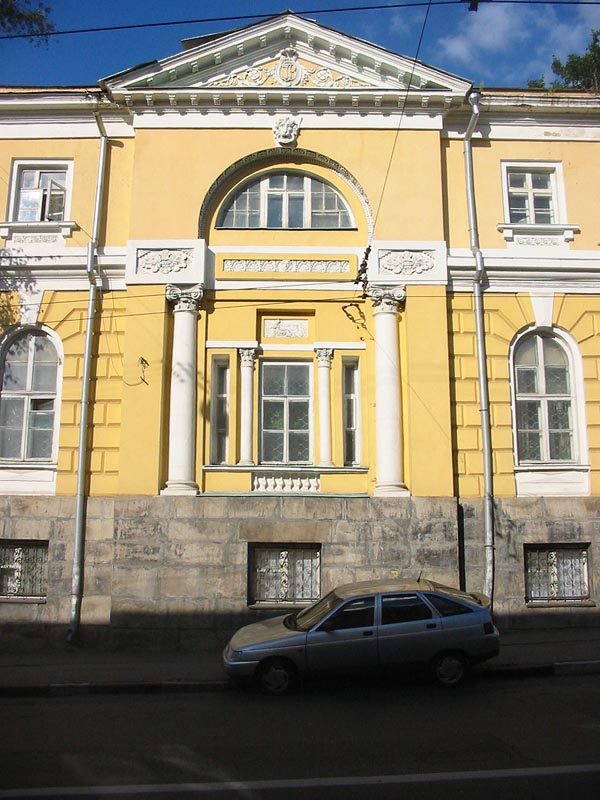
Флигель Яузской больницы (в начале XIX века — усадьба И. Р. Баташева)

События петровского времени — физическое уничтожение стрельцов после бунта 1698 года, расформирование стрелецких войск, вывод столицы в Санкт-Петербург и запрет на каменное строительство — мало повлияли на развитие Заяузья. После официальной отмены слободской системы здесь фактически законсервировалась неровная, мозаичная структура заселения района. По мере восстановления строительства в Москве в правление Елизаветы крупное каменное строительство — дворянские усадьбы — сосредоточилось в западной части Заяузья, по Яузской улице; в остальной части района преобладали дома купцов и мещан. В 1771 году за городской чертой было основано старообрядческое Рогожское кладбище, и на окраинах Таганки стали селиться купцы-раскольники. Именно благодаря культурной обособленности рогожских старообрядцев слободская лоскутная организация восточных окраин города продержалась в Таганском районе дольше, чем где бы то ни было в Москве.
При Екатерине II, в 1764 году, на Васильевском лугу был заложен Воспитательный дом, а в «дворянской» части Заяузья — крупные городские усадьбы Т. И. Тутолмина на Гончарной (начата в 1788, завершена после 1801) и И. Р. Баташева между Яузской и Николоямской (завершена в 1805, с 1878 — Яузская больница). Дом Тутолмина, поставленный на вершине Швивой горки, зрительно увенчивал панораму Заяузья со всех точек обзора. «По своей градостроительной роли дом Тутолмина не уступал Пашкову дому». Развитие же окраин, не отмеченное яркими памятниками, долгое время оставалось в тени. Однако на рубеже XVIII—XIX веков в старообрядческой слободской среде уже выдвинулись основатели будущих купеческих династий — Морозовы и Шелапутины. В первое десятилетие XIX века предпринимательство было подорвано континентальной блокадой, но после изгнания Наполеона деловой климат улучшился, и между Николоямской улицей и Яузой появилась первая фабрика С. В. Морозова. В 1817 году в Москву, на Швивую Горку, переселился основатель другой династии — егорьевский крестьянин Иван Хлудов.
Но прежде чем это произошло, Заяузье и центр Москвы почти полностью выгорели при пожаре 2-6 сентября 1812 года. Здесь, на пути отступления российской армии, был один из центров пожара. В Яузской части сохранилось 36 домов, в Рогожской — 63, в Таганской — всего 13. Удалось отстоять от огня Воспитательный дом и усадьбу Ивана Родионовича Баташева (её занимал штаб Мюрата).
После пожара дом Тутолмина был восстановлен (в более скромном, чем изначально, виде), рядом с ним был выстроен ампирный дом Рахманова (1816—1823, Гончарная, 16). В 1822—1824 гг. князь С. М. Голицын оплатил постройку Храма Николы в Котельниках по проекту О. И. Бове буквально в сотне метров от двух упомянутых усадеб. Тот же Осип Бове в 1820-е годы перепланировал Таганскую площадь и выстроил на ней каменные двухэтажные здания торговых рядов, разделившие Верхнюю и Нижнюю Таганские площади и простоявших до 1960-х годов. Около 1830 года сформировалась и непрерывная застройка по Земляному валу от площади к Яузе — район стал привлекательным для застройщиков с постройкой Высокояузского моста.
Три крупнейших храма Таганки появились также в этот период (два из них за Земляным валом — в старых купеческих слободах). Это классические купольные Храм Мартина Исповедника, Храм Симеона Столпника за Яузой (оба по проекту арх. Р. Р. Казакова) и Храм Сергия Радонежского в Рогожской слободе (1838). Все они сохранились и возвращены РПЦ в 1990-х годах.

### Воспоминания о Таганке середины XIX века
Знаменитая Таганка — это что-то дикое, несуразное. Может быть, оно и было так с точки зрения остальной Москвы, по правде сказать, совсем не знавшей Таганки за её отдалённостью от центра города, но едва ли были правы те, кто так смотрел на Таганку. Замоскворечье и все окраины были ничуть не просвещённее Таганки, а только на неё одну «валились шишки» порицания, как на бедного Макара.

 Таганка представляла собой большой богатый рынок, мало чем уступающий известным Московским рынкам — Немецкому и Смоленскому — и далеко превосходивший все остальные. Тут были богатые мясные, рыбные, мучные лавки, где можно было найти всё, что могло удовлетворить самый тонкий гастрономический вкус. Народ кругом жил богатый, видавший виды, водивший торговлю с иноземцами и перенимавший у них внешнюю «образованность»… Такие фирмы, как Алексеевы, Залогины, Мушниковы, Беловы, Ашукины занимали одно из самых видных мест в русском коммерческом мире, а они все родились, жили и умирали около Таганки. Да и кроме них, было очень много богатых людей, живших «у себя» может быть, и «по серому», но в обществе не являвшихся людьми «дикими». Над Таганкой смеялись и в комедиях, и в юмористических журналах, и даже в песенках.

 А в Таганке жили-поживали да денежки наживали и втихомолку посмеивались над своими «насмешниками».

### От крестьянской реформы до Октябрьской революции

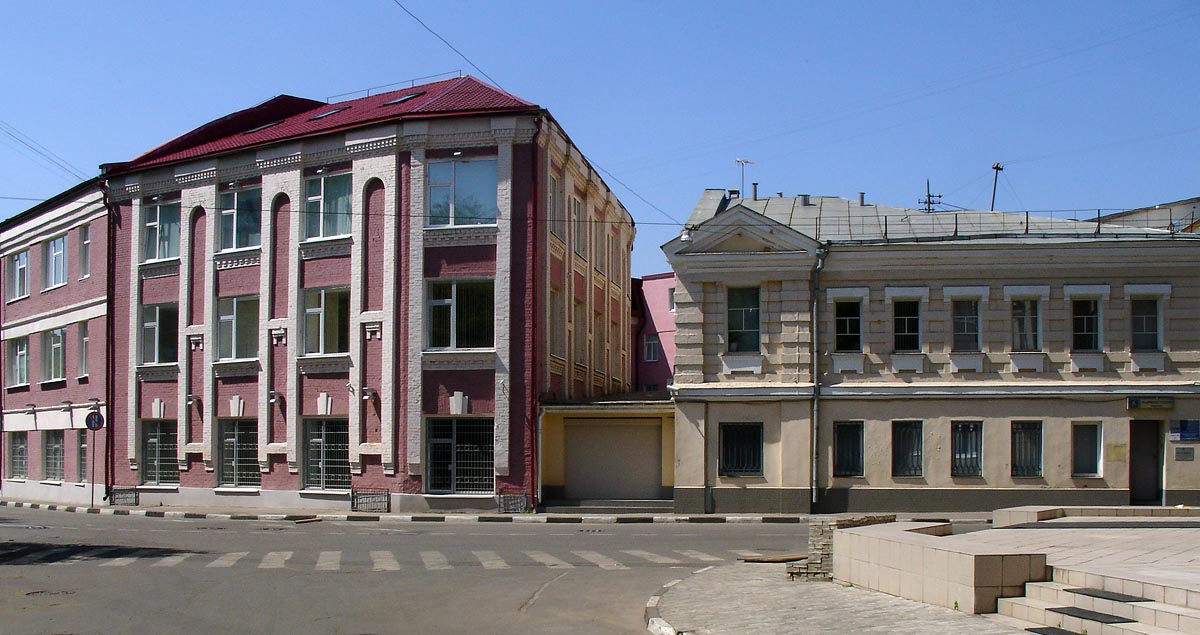
Соседство особняков — с фабричными корпусами. Марксистский переулок

Быстрая индустриализация района была обусловлена как активностью местных деловых семейств (Алексеевы, Коншины, Морозовы, Хлудовы, Шелапутины и другие), так и развитием железных дорог. Уже в 1861 за Рогожской слободой появился Нижегородский вокзал, связавший Таганку с традиционными текстильными районам к востоку от Москвы, а затем — с южными губерниями. Тяжёлая промышленность тяготела к железным дорогам, однако медеплавильный завод Алексеевых появился в самом центре Алексеевской слободы (улица Станиславского). На Воронцовской улице концентрировалась табачная (фабрика А. И. Катык), парфюмерная (фабрика Эрманс) и пищевая промышленность.
Большим ударом стал пожар 1886 года, уничтоживший Рогожскую слободу. «Рогожская совершенно опустела, и по Тележной хоть кубари гоняй». Рогожское кладбище, где хранились реликвии старообрядцев, сохранилось — здесь в 1906 году Н. П. Лихачёв обнаружил Рогожский летописец XV века.

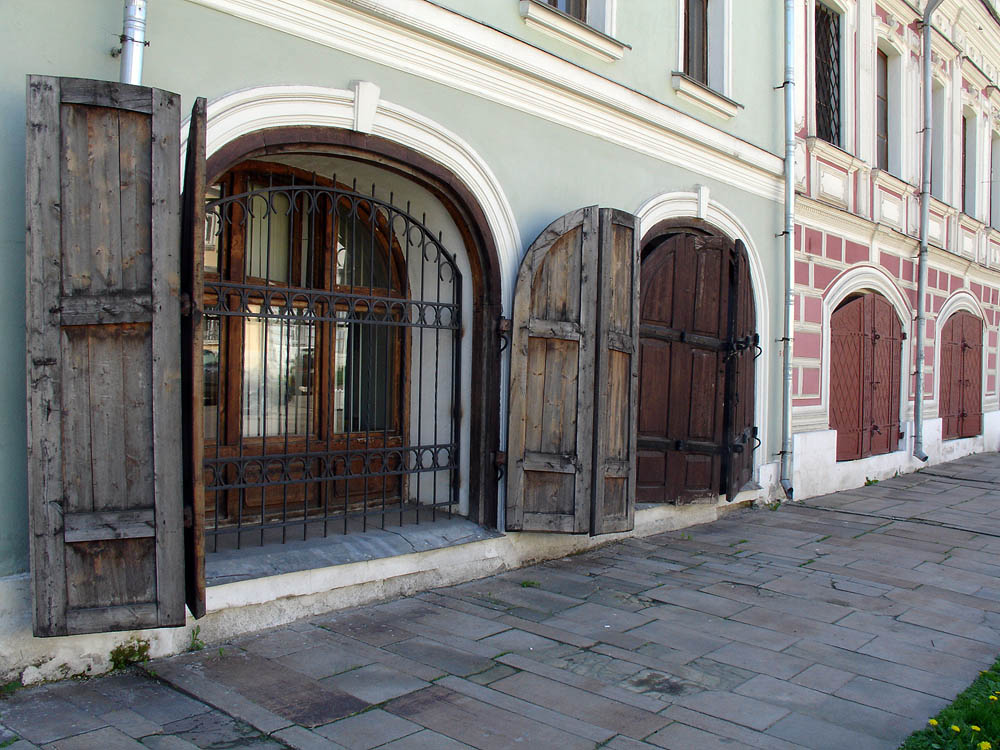
Лавки в купеческих домах по Школьной (бывшей Тележной) улице, отстроенных после пожара 1886 года

В 1885 городским головой Москвы были избран уроженец Алексеевской слободы, 32-летний Н. А. Алексеев. Алексеев запустил масштабные программы развития городского коммунального хозяйства. Особое место Алексеев уделил оздоровлению города — в буквальном смысле. При нём был реконструирован Мытищинский водопровод, закрыты многочисленные городские скотобойни и учреждены централизованные бойни в Калитниках (современная улица Талалихина). На месте свалки нечистот близ Крутиц была выстроена канализационно-насосная станция, строилась канализационная сеть. На свои деньги Алексеев выстроил здание школы на Николоямской (современная музыкальная школа его имени); школы и лечебницы вслед за Алексеевым финансировали и другие предприниматели. Наиболее заметные постройки такого рода — находящаяся в руинах Морозовская богадельня в Шелапутинском переулке (арх. М. И. Никифоров; в советское время — роддом имени Клары Цеткин) и бывшая лечебница имени Л. Н. Сумбул в Большом Рогожском переулке (арх. Н. Н. Благовещенский; современный музей общественного питания).
Реконструкция жилья в районе происходила медленно: на рубеже XX века в западных районах города доходные дома в пять-шесть этажей стали правилом, но на Таганке они строились единицами и нигде (за исключением, возможно, северной стороны Народной улицы) не образовывали сплошного фронта застройки. Тележная улица, выгоревшая в 1886 году, была отстроена заново каменными двухэтажными домами с лавками в первом этаже.
Мода на стиль модерн обошла Таганку стороной, постройки в этом стиле единичны: фабрика Эрманс (архитектор В. И. Ерамишанцев), доходный дом по Большой Коммунистической, 14, особняк по Большой Коммунистической, 36. Строились здесь и дома в неоклассическом стиле начала XX века — особняк Зимина по Гончарной, 34 (архитектор В. Д. Адамович), особняк Андре по Гончарной, 23 и доходный дом по Воронцовской, 50 (оба — архитектор C.Ф. Воскресенский), доходные дом на Народной, 4 (архитектор В. М. Пиотрович) и по Земляному Валу, 66 (архитектор Э. К. Нирнзее) и другие.

### От Октябрьской революции до Великой Отечественной войны

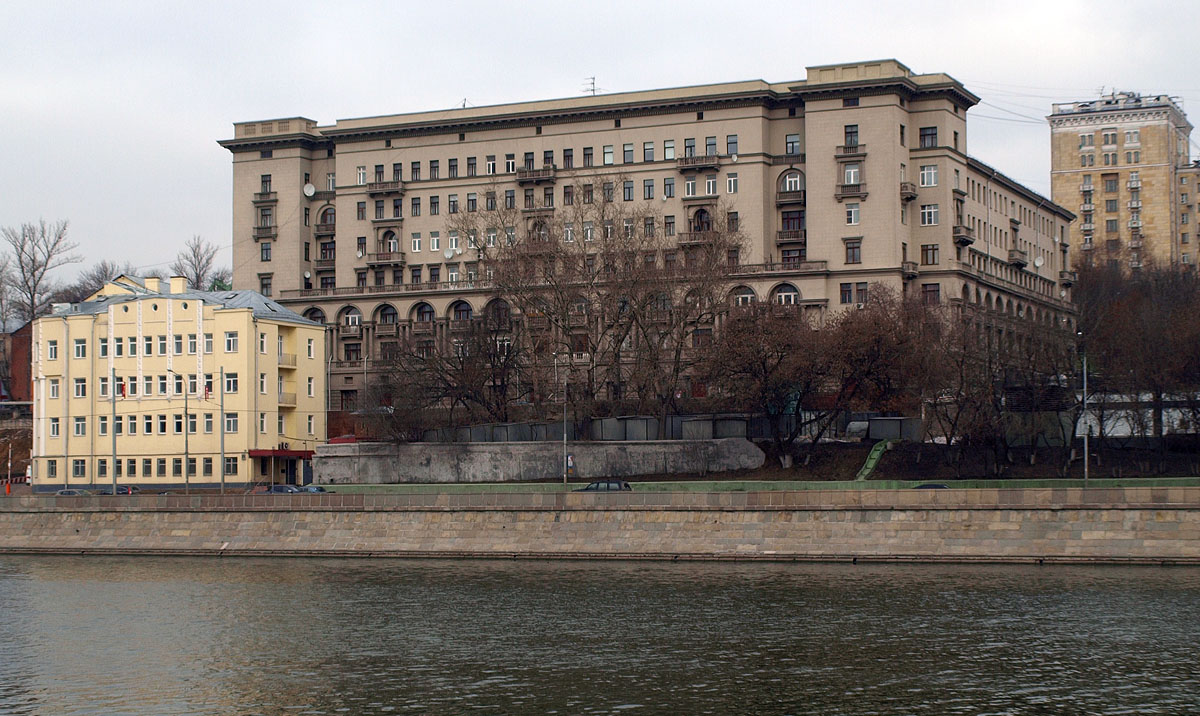
Именно такими парадными домами планировали застроить гряду холмов над Котельнической и Гончарной набережными; старые дома на красной линии набережных должны были быть снесены. Изначально дом был окрашен в светлые тона.

Первый жилой дом, построенный после революции в Москве, появился именно на Таганке. 14 октября 1923 года был торжественно заселён дом завода «Динамо», № 9 по Сорокосвятской улице, в 1924 году переименованной в Динамовскую. Г-образный в плане дом, состоявший из пяти- и четырёхэтажного корпусов, был заложен для гимназии ещё в 1914 году; в 1923-м в него въехали 350 человек. Во второй половине 1920-х на дальней окраине района (1-я Дубровская улица, № 1-8) был выстроен целый микрорайон жилья для рабочих. Ещё восточнее, в Калитниках, на месте старых боен, были заложены корпуса нового мясокомбината, известного поныне как Микояновский. Первую продукцию он выдал в декабре 1933 года.

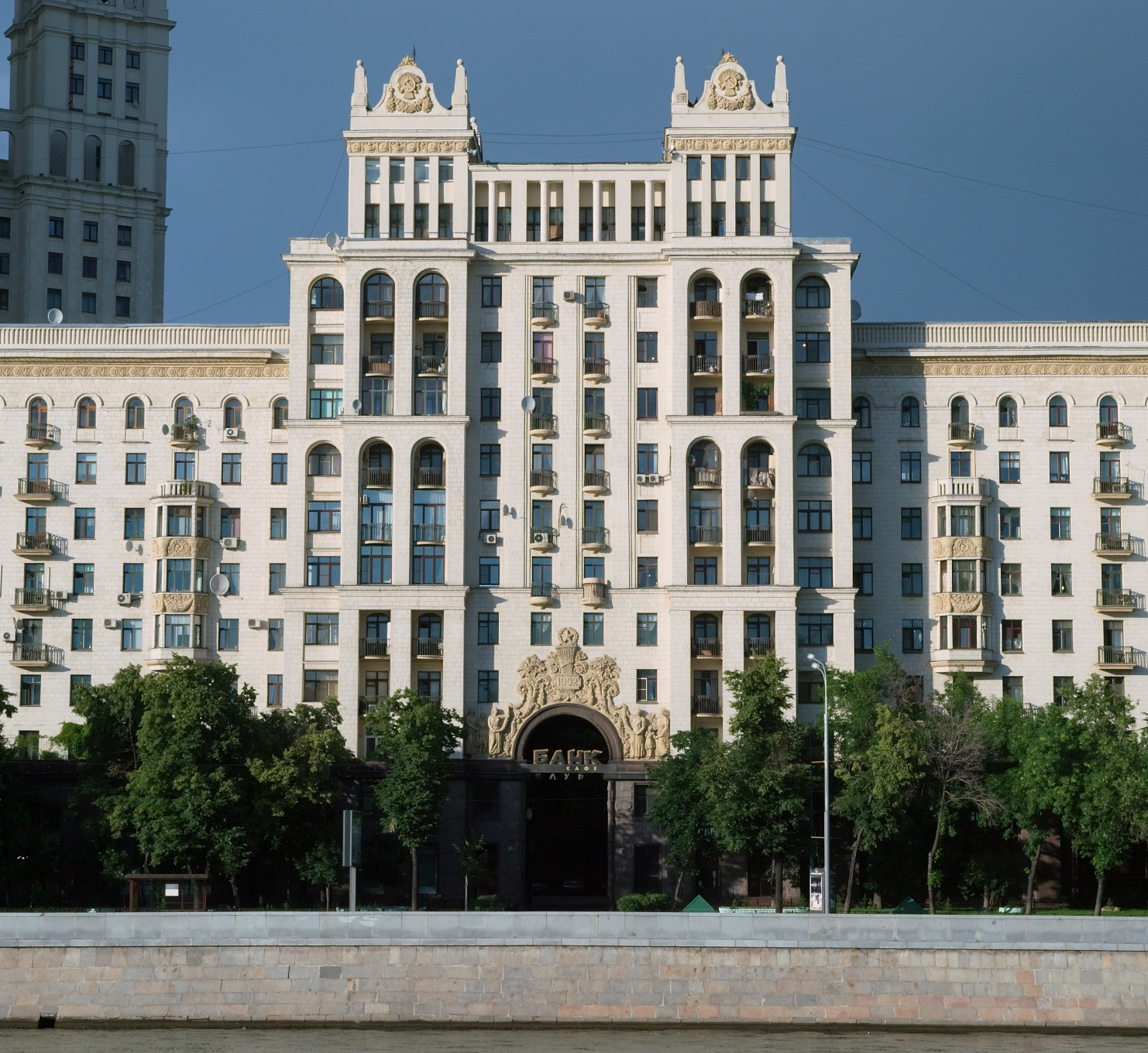
Крыло высотки на Котельнической, выходящее на набережную, было закончено в 1940 как самостоятельная постройка. Скульптурные украшения — послевоенного времени

«Сталинский» генплан 1935 года предполагал пробить через Заяузье одну из трёх главных магистралей столицы (Ленинградское шоссе — Завод имени Сталина), проходящую по Солянке, Яузской, Верхней Радищевской, Крутицкому и Симоновскому валам. Предполагалось прорезать Таганский холм тоннелем Садового кольца, а на самой Таганской площади выстроить масштабный ансамбль. По мере проработки планов основная трасса магистрали переместилась на Гончарную улицу и Большие Каменщики, а Воронцовская и Радищевские улицы должны были стать проездами внутри новых, укрупнённых кварталов. На площади и прилегающих улицах не оставалось бы ни одного дома старой постройки. Из этого проекта был реализован только дом 36-38 по Гончарной улице.
Между Гончарной улицей и Котельнической набережной, на подъёме холма, планировался к постройке парадный фронт жилых зданий с зелёными террасами, спускающимися к реке. По этому проекту архитектор И. И. Ловейко (мастерская Д. Ф. Фридмана) был выстроен единственный дом — № 25/8 по Котельнической. Тот же И. И. Ловейко перед войной достроил западное крыло Воспитательного дома. В 1938—1940 годах на красной линии Котельнической набережной был выстроен жилой дом, после войны ставший крылом высотки в устье Яузы, а в конце Гончарной набережной — жилой дом, во внутреннем дворе которого «законсервировался» 2-й Гончарный переулок. Так был отброшен проект единообразного устройства набережных Заяузья. Такой же фрагментарной была и реконструкция центральных кварталов района: Хитров рынок разогнали, на его месте построили техникум, рядом — парадный дом на Яузском бульваре (архитектор И. А. Голосов), а вокруг оставили двухэтажную застройку — она дожила до XXI века.
Наиболее зримым вкладом предвоенного десятилетия в архитектурный облик Таганки стало обустройство набережных и новые Большой Устьинский и Большой Краснохолмский мосты. Их длинные подходы с левобережной стороны потребовали расчистки прилегающих площадей; были снесены церковь Николы в Кошелях на Яузской и уникальная трёхшатровая церковь Воскресения в Гончарах. В начале тридцатых сгинули церкви Николы в Воробине, Спаса в Чигасах, и другие, взорвали колокольни Андроникова и Покровского монастырей, а храм Симеона Столпника был перестроен под контору. Но в целом Таганка пострадала от переустройства тридцатых годов меньше, чем западные районы города, где в те годы были сосредоточены усилия строителей.

### Послевоенные годы

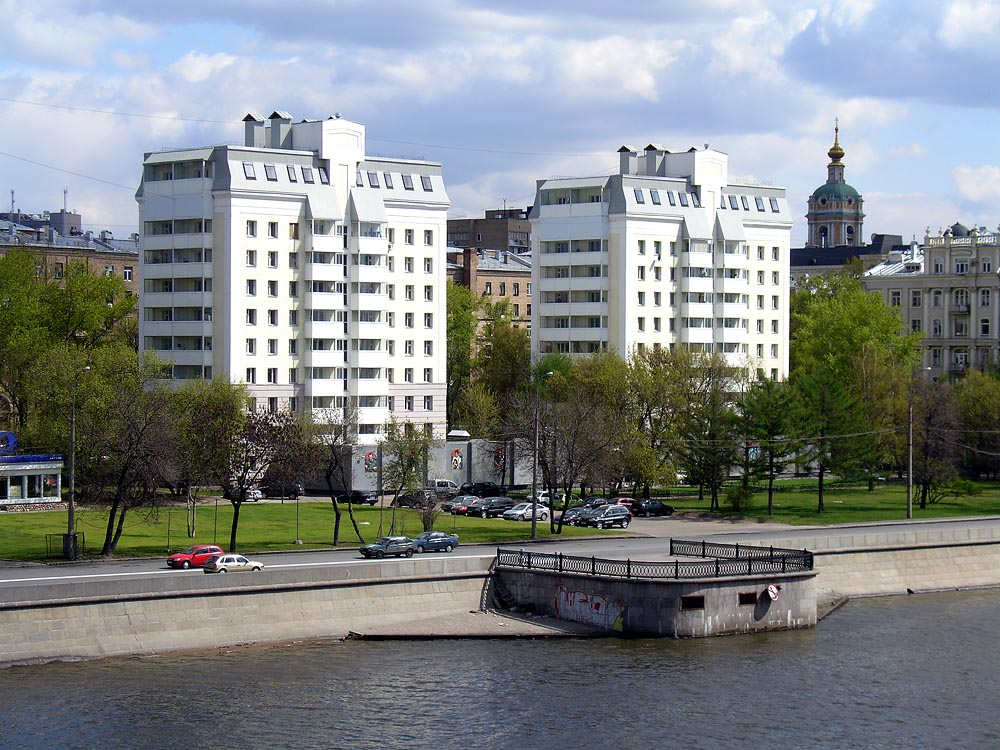
Типовые девятиэтажки 1960-х по Краснохолмской набережной, реконструированные в начале 2000-х годов

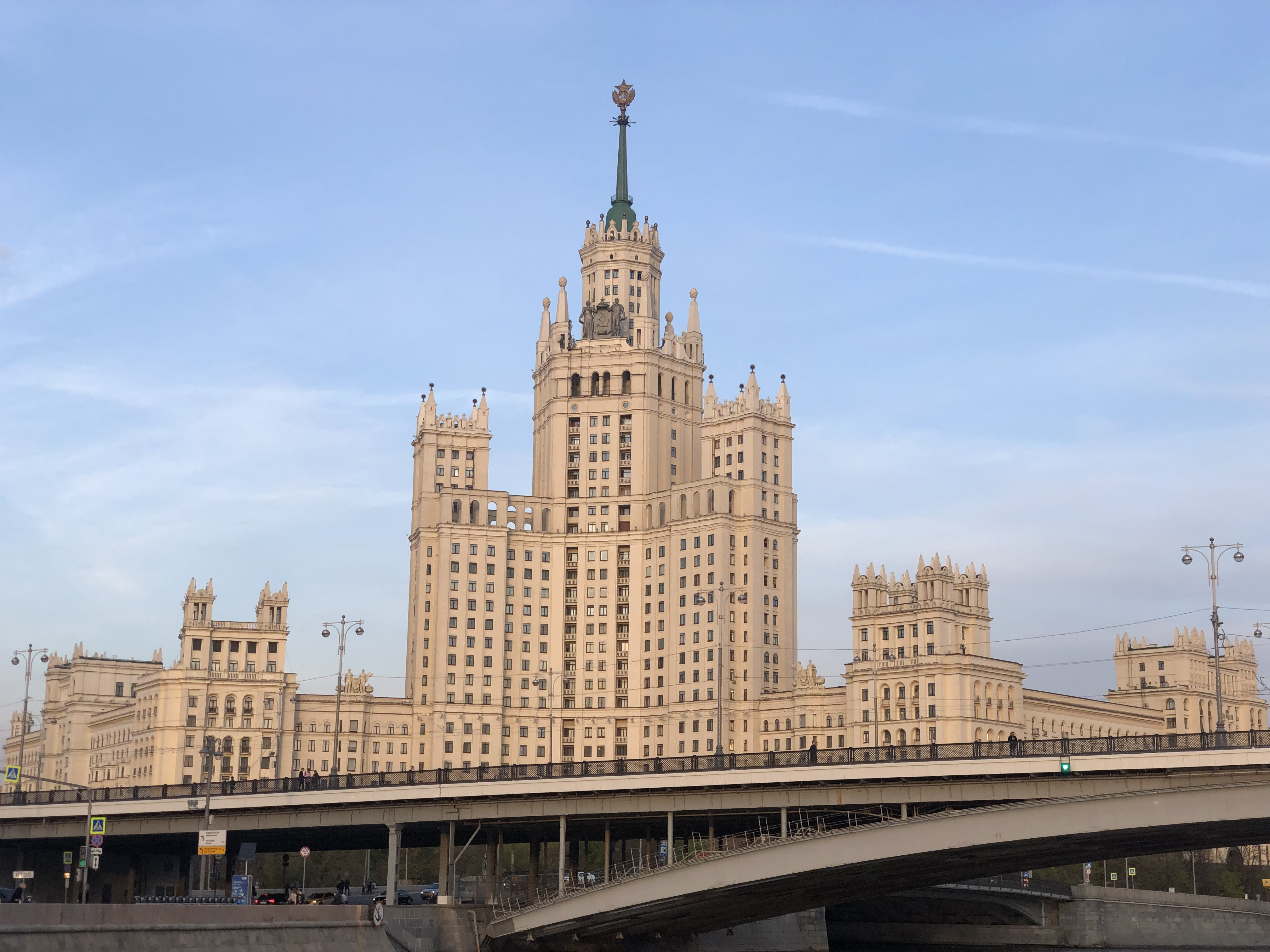
Дом на Котельнической набережной

Крупнейшей послевоенной стройкой Таганки стал жилой дом на Котельнической набережной. В остальном до конца 1950-х годов район сохранял свой двухэтажный облик — новое строительство велось эпизодически. В конце этого периода заметным событием стала не стройка, а снос — Таганской тюрьмы.
С переходом к дешёвому массовому жилому строительству на рубеже 1950-х и 1960-х годов в Таганском районе появились хрущёвки. Массовое пятиэтажное строительство развернулось на месте бывшего Нижегородского вокзала (Рогожский посёлок) и в Калитниках; на месте тюрьмы появились отдельные пятиэтажки, а на задворках высотки на Котельнической — блочные девятиэтажки. Несколько позже появились четыре типовые девятиэтажки на Николоямской (№ 39-43; под них была сломана церковь Николы на Ямах) и типовая 14-этажная башня на Яузском бульваре. На Таганской площади снесли торговые ряды работы Бове, прорыли предусмотренный ещё генпланом 1935 года тоннель.
В 1973 году городские власти утвердили создание девяти заповедных зон в центре Москвы; под № 8 в список вошло Заяузье в пределах Садового кольца. С этого момента в Заяузье допускалась только застройка «зданиями, архитектура и этажность которых определяются в композиционной увязке с существующей застройкой» — то есть исключалась массовая, типовая застройка. Среди построек «по новым правилам» внутри Садового кольца — новая сцена Театра на Таганке.
За пределами Садового кольца, напротив, именно во второй половине 1970-х годов развернулась массовая панельная застройка, полностью разрушившая историческую среду слобод, прилегавших к Камер-Коллежскому Валу.
В районе Новоспасского моста были пробиты две перекрещивающиеся магистрали — сквозной проезд с Абельмановской к Новоспасскому мосту (ему оставили прежнее имя — 3-й Крутицкий переулок) и проспект на месте старой улицы Большие Каменщики и Новоспасской площади. Крутицкий Вал стал внутриквартальным проездом, а при укрупнении кварталов исчезла примыкающая к нему и к Симоновскому Валу сеть переулков. Плотную дореволюционную застройку Марксистской улицы также снесли ради устройства многорядного проспекта.
Сеть улиц и переулков Рогожской слободы между Добровольческой улицей и Рогожским Валом формально сохранилась, но место малоэтажной застройки заняли типовые панельные дома. В качестве неравнозначной компенсации была устроена «историческая» зона по Школьной (бывшей Тележной) улице — два ряда купеческих двухэтажных домов перестроили с сохранением исторических фасадов; непосредственно за фронтом реконструированных домов — башни КОПЭ. Отдельные панельные дома были выстроены по Таганской улице, Большому Факельному переулку, Николоямской набережной, в Калитниках и Сыромятниках.

### Современность
В 1994 году части улиц Таганки вернули исторические названия (Николоямская, Гончарная и др.). Затем возвращение старых имён было надолго заморожено; в 2005 году было принято спорное решение о переименовании Малой Коммунистической (б. Малой Алексеевской) в улицу Станиславского; Большая Коммунистическая (б. Большая Алексеевская) стала улицей Александра Солженицына.

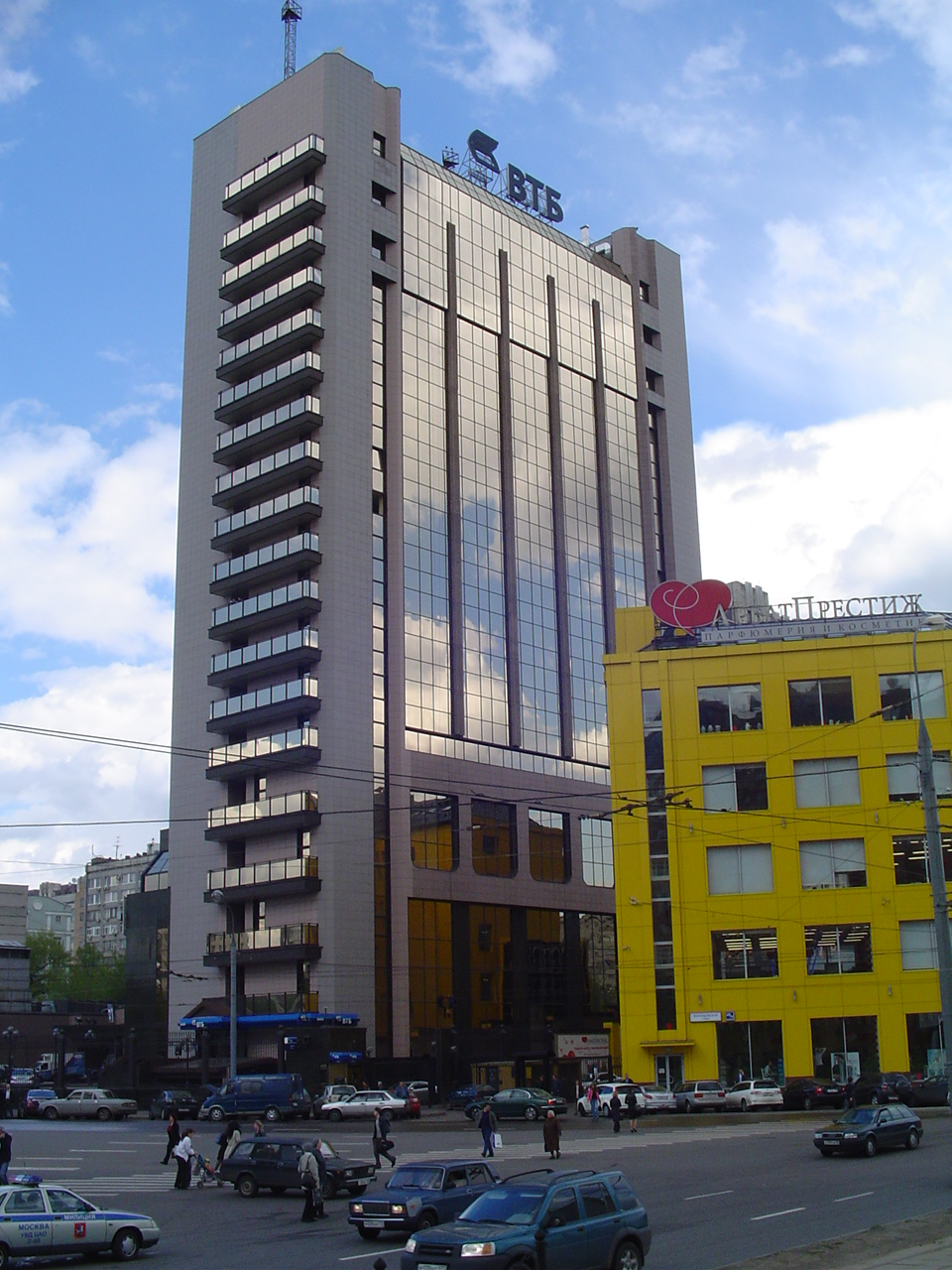
Высотное здание ВТБ-банка 2000-х годов нависает над «сотым» универмагом довоенной постройки (Крестьянская застава)

В 1990-е и 2000-е годы было продолжено многоэтажное (фактически — высотное)) строительство по улице Сергия Радонежского, Марксистской улице, Большим Каменщикам и у Крестьянской заставы; на место 20-этажных панельных домов пришли конструкции из монолитного железобетона. За Рогожской заставой был сломан «хрущёвский» Рогожский посёлок; на его месте выстроены типовые панельные и монолитные 25-этажки — в пять раз выше снесённых домов.
В заповедной зоне Заяузья появилась только одна высотная башня (в Тетеринском переулке); на Котельнической набережной, в окружении застройки 1940-х и 1970-х годов, появился модернистский, с цитатами из конструктивизма, офис МДМ-Банка. На Таганской улице, ещё в 1990-х, был перестроен квартал вдоль Таганского парка («MosEnka», № 15-23), «сохранивший» бутафорские двухэтажные фасады; в 2008 году продолжается расширение этого квартала в сторону центра (№ 11-5). Более частое явление — надстройка и расширение «старого фонда», c разной степенью разрушения исторических зданий и окружающей среды и малоэтажный «самострой». В 2007 году город лишился знакового особняка, увенчивавшего Таганский холм при виде с Гончарной набережной: здание на Таганской площади, 88, объявленное памятником в 2004 году, потеряло ампирные портики, зато приобрело мансарду из гофрированного железа. Ансамбли Гончарной, Радищевских и Алексеевских улиц пока сохраняют свою самобытность, несмотря на надстройки и евроремонты. Относительно хорошо сохранились и кварталы в районе Яузского бульвара и Воронцова Поля: «… культура инвесторов в Старых Садах выше средней», отремонтированы и действуют крупнейшие храмы Таганки. "Экзотической особенностью современного церковного строительства в этих местах стал балканский акцент: Болгарское патриаршее подворье при храме Успения в Гончарах (Гончарная улица, 29). Был построен дом с деревянными галереями, а Афонское подворье на участке храма Никиты Мученика (Гончарная, 4-6) превратилось в площадку византийских стилизаций.
В конце 2000 года правительство Москвы приняло решение о ликвидации Калитниковского Птичьего рынка, антимонопольных органов и МАП провело дополнительную проработку материалов дела по переносу Птичьего рынка. В 2001 году решение было выполнено, а новый рынок был открыт в Капотне, рядом с МКАД. Высказывались мнения, что старый рынок был закрыт только для того, чтобы вдохнуть жизнь в неудавшийся, не окупавший себя проект рынка в Капотне. По состоянию на январь 2008, строительство на площадях старого рынка так и не начато, земля используется под автостоянку. В 2004 году рынок обосновался на территории «Садовода» — 14-й километр МКАД. Построены ТЦ «Птичий рынок», капитальный паркинг и оптово-розничный рынок «Садовод».
Аналогичные явления происходят и в старых кварталах Таганки — между сносом ветхих домов и постройкой новых проходят многие годы; пустуют расчищенные участки в Дровяных переулках, на пригорке над Николоямской набережной и другие. Морозовская богадельня пустует и ожидает ремонта почти двадцать лет.
В 2007 году стало известно о предстоящей передаче Покровскому монастырю территории общедоступного Таганского парка, что вызвало протесты граждан. В октябре 2007 мэр Москвы дал поручение городскому правительству подготовить распорядительный документ о передаче монастырю «части» парка. В январе 2008 года префект ЦАО Москвы огласил компромиссное решение — парк будет передан монастырю, при этом «часть парка будет передана Покровскому женскому монастырю, но туда не входит стадион, подразумевается возможность использования территории парка жителями округа». В октябре 2008 года под давлением жителей района и депутата Мосгордумы Сергея Митрохина решение о передаче парка было отменено. Летом 2009 года, в ответ на обращение патриарха Кирилла о передаче парка монастырю префект ЦАО Алексей Александров сообщил, что законных оснований для этого нет.

## Население
| 2002     | 2010     | 2012     | 2013     | 2014     | 2015     | 2016     |
| -------- | -------- | -------- | -------- | -------- | -------- | -------- |
| 109 993  | ↗116 744 | ↗117 228 | ↗117 543 | ↗117 932 | ↗119 094 | ↗119 862 |
| 2017     | 2018     | 2019     | 2020     | 2021     | 2023     | 2024     |
| ↗119 989 | ↗120 943 | ↗123 398 | ↗123 532 | ↗135 659 | ↘135 106 | ↘134 759 |

### Национальный состав
По итогам переписи населения 2020 года проживали следующие национальности (национальности менее 0,1 % и другое, см. в сноске к строке «Другие»):
| Национальность | Численность, чел. | Доля     |
| -------------- | ----------------- | -------- |
| Русские        | 78 165            | 57,62 %  |
| Татары         | 710               | 0,52 %   |
| Армяне         | 627               | 0,46 %   |
| Украинцы       | 374               | 0,28 %   |
| Евреи          | 254               | 0,19 %   |
| Азербайджанцы  | 234               | 0,17 %   |
| Грузины        | 217               | 0,16 %   |
| Узбеки         | 165               | 0,12 %   |
| Другие         | 54 913            | 40,48 %  |
| Итого          | 135 659           | 100,00 % |

## Учебные заведения

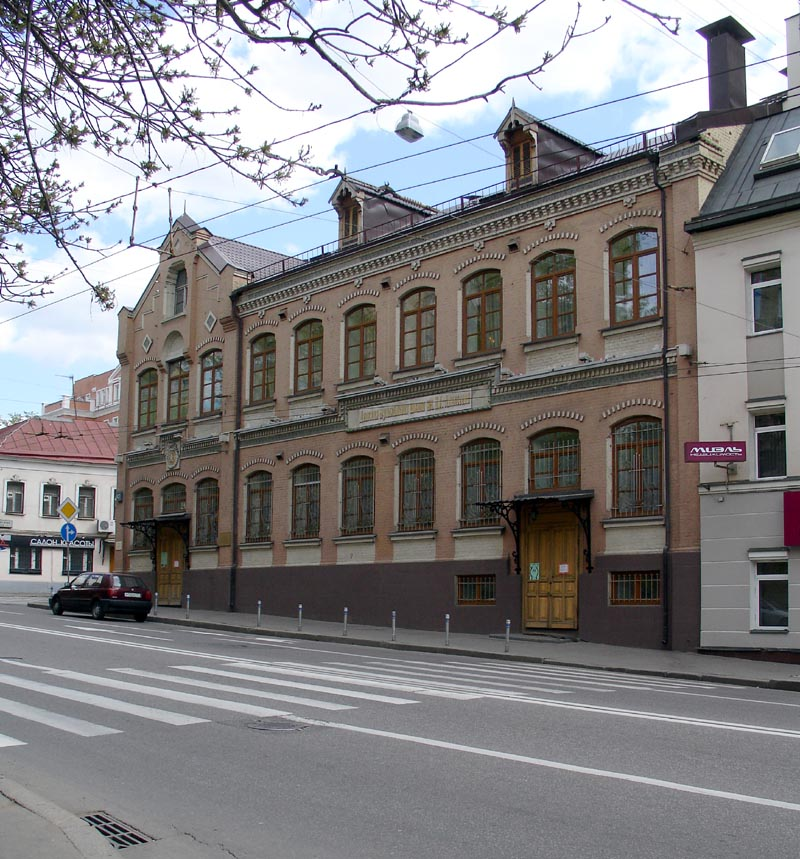
Музыкальная школа имени Н. А. Алексеева. Двухэтажный дом, заметный в левом углу фото, утверждён к «реконструкции» с расширением за счёт дворов.

Первым высшим учебным заведением за Яузой стал открытый 10 (23) сентября 1912 года Старообрядческий учительский институт в Николоямском тупике. Его первым ректором был профессор А. С. Рыбаков — отец историка Б. А. Рыбакова. Вскоре, однако, институт переехал за пределы современного Таганского района, на Рогожское кладбище (в его здании — № 2 по Подъёмной улице — располагается современная школа № 459).
В Таганском районе действуют:
- 19[92] муниципальных и 4 ведомственных детских садов;
- 25[93] общеобразовательных школ;
- 2 медицинских училища и 7[94] профессиональных колледжей;
- Колледж связи № 54;
- 10[95] высших учебных заведений, в том числе государственные:
  - Государственный музыкально-педагогический институт имени М. М. Ипполитова-Иванова;
  - Московский государственный академический художественный институт имени В. И. Сурикова;
  - Московский авиационно-технический институт имени К. Э. Циолковского;
- В здании Воспитательного дома размещается Военная академия РВСН им. Петра Великого.

В начале Николоямской улицы расположена библиотека иностранных языков имени М. И. Рудомино.

## Местное самоуправление
Внутригородское муниципальное образование Таганское учреждено в ноябре 2003 года на основании Закона города Москвы от 06 ноября 2002 г. № 56 «Об организации местного самоуправления в городе Москве». Устав муниципального образования принят в ноябре 2003 года.
Согласно уставу представительный орган местного самоуправления — Совет депутатов — состоит из 10 депутатов, избираемых на 5 лет. Район поделён на 2 избирательных округа, от каждого избирается 5 депутатов. Очередные выборы состоялись в сентябре 2022 года.
Глава муниципального округа избирается Советом депутатов муниципального округа из своего состава на срок полномочий. Действующий Глава муниципального округа Таганский, председатель Совета депутатов муниципального округа Таганский — Аперян Карен Манвелович. Заместитель председателя Совета депутатов муниципального округа Таганский — Троицкая Татьяна Викторовна. Руководитель аппарата Совета депутатов муниципального округа Таганский — Шкуратов Николай Павлович. Муниципалитет действует в здании управы района по адресу Воронцовская улица, дом 21, строение 1.
Глава управы Таганского района — Мишаков Александр Сергеевич

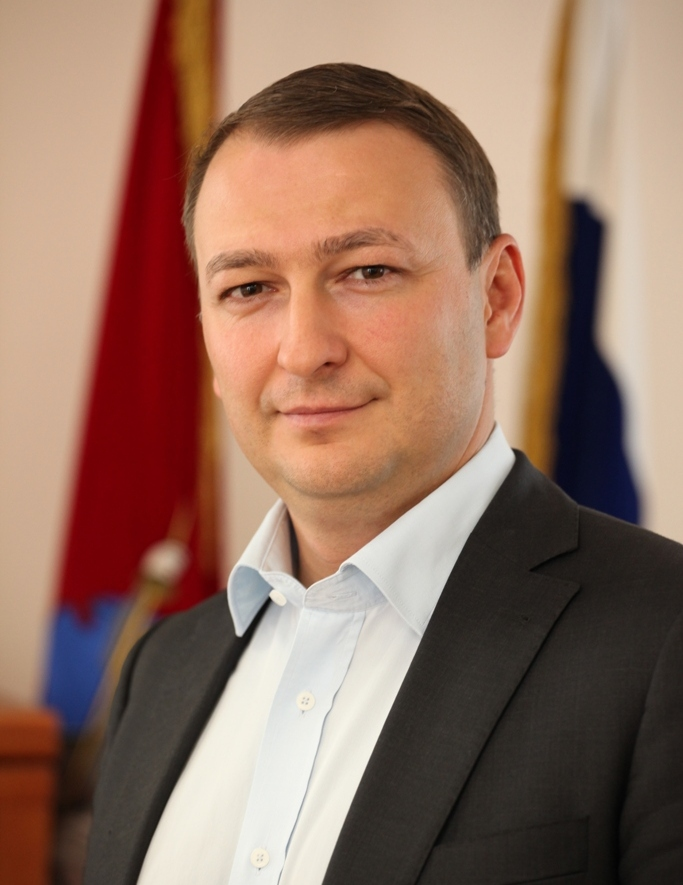
Мишаков А. С.

С 2006 по 2012 год занимал должность начальника окружного управления Центрального административного округа города Москвы Комитета по делам семьи и молодёжи.
С 2012 по 2013 год — заместитель руководителя Департамента семейной и молодёжной политики города Москвы.
С 2013 по 2016 год — глава управы Красносельского района города Москвы
Имеет награды:
- Медаль «За безупречный труд и отличие»[104]
- Почётная медаль «Патриот России», удостоверение №А-6483 от 20.04.2011
- Медаль «За участие в военном параде в ознаменование 70-летия Победы в Великой Отечественной войне»[105]
- Юбилейная медаль «Московская городская дума. 25 лет»[106]
- Медаль «За отличие в службе в сухопутных войсках», приказ главнокомандующего сухопутными войсками № 8 от 18.02.2019
- Медаль «За укрепление боевого содружества», выписка из приказа Министра обороны Российской Федерации № 259 от 15.04.2021

## Общественный транспорт

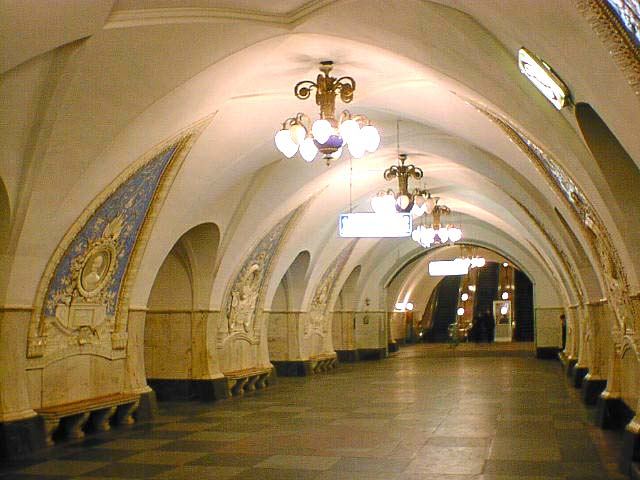
Станция метро «Таганская-кольцевая».

По территории района и в непосредственной близости от его границ проходят линии метрополитена:
- Таганско-Краснопресненская линия (станции «Китай-город», «Таганская», «Пролетарская», «Волгоградский проспект»[107]);
- Кольцевая линия (станции «Таганская», «Курская»[107]);
- Калининская линия (станции «Марксистская», «Площадь Ильича»);
- Люблинско-Дмитровская линия (станции «Чкаловская»,[107] «Римская», «Крестьянская застава»);
- Калужско-Рижская линия (станция «Китай-город»).

По северо-восточной границе района проходят линии Горьковского и Курского направлений МЖД, расходящиеся от Курского вокзала, с пассажирскими платформами «Серп и Молот», Москва-Товарная-Курская и Калитники. В XIX веке, с постройкой дороги на Серпухов в 1861 году, в районе был свой, временный, Нижегородский вокзал (к востоку от Рогожского Вала), обслуживавший пассажиров до открытия Курского вокзала в 1896 году.
Станции Москва-Пассажирская Курская, Москва-Товарная Курская, платформа Калитники имеют прямое беспересадочное сообщение со Смоленским (Белорусским) и Рижским направлениями.
В районе действуют все виды наземного общественного транспорта, в том числе трамвайные линии по Бульварному кольцу, Абельмановской улице и Рогожскому Валу, Большой Калитниковской улице и Андроньевской площади. На восточной окраине района, в Калитниках, расположено Октябрьское трамвайное депо.

## Парки, скверы, общественные пространства
На территории Таганского района находятся парк культуры и отдыха «Таганский», парк усадьбы Усачевых-Найденовых, зоны отдыха у Новоспасского и Калитниковского прудов, мелкие скверы и общественные пространства.
Парк культуры и отдыха «Таганский» основан в 1934 году, является культурно-досуговым и спортивным центром района. В состав парка входит основная (ул. Таганская, вл. 40-42) и детская (ул. Таганская, 15а) части. На основной территории находится большой спортивный стадион с футбольным полем и беговыми дорожками, который зимой используется как каток. На детской территории после реконструкции 2017 года появились сухой фонтан, игровые площадки, эстрада, зоны для спорта, а также первая в Москве водно-песочная интерактивная площадка для детей.
Парк усадьбы Усачёвых — Найденовых расположен на пересечении улицы Земляной Вал и Полуярославской набережной. Имеет площадь 8.2 га. На территории сохранились исторические павильоны, беседка-ротонда, парковые статуи, чугунные вазы и львы на пандусе.
Сквер у Калитниковского пруда занимает площадь 8.6 га. С южной стороны граничит с территорией Храма во имя иконы Божией Матери «Всех скорбящих радость». В ходе работ по благоустройству в 2017 году в сквере были оборудованы детские и спортивные зоны, смотровая площадка, амфитеатр.
Парк у Новоспасского пруда расположен у одноимённого монастыря. Пруд был вырыт в 1750 году. В 2020 году природную территорию и водоём запланировано благоустроить по программе «Мой район».
Сквер Талалихина расположен между улицами Талалихина и Малой Калитниковской. Посвящён боевой славе лётчика-истребителя и Героя Советского Союза Виктора Васильевича Талалихина. В сквере установлен памятник герою и фонтан. В 2019 году в рамках программы «Мой район» зона отдыха была обновлена: в частности, полностью реконструировали фонтан, дополнив его инсталляцией в виде истребителя И-16, на котором летал Виктор Талалихин.
Устьинский сквер находится на пересечении Устьинской набережной и Устьинского проезда. В зоне отдыха установлен памятник Пограничникам Отечества.
В 2019 в Таганском районе благоустроили Школьную улицу. Её закрыли для движения автомобилей, она стала полностью пешеходной. Улицу замостили плиткой, а также сохранили фрагменты брусчатки XIX века, установили стилизованные исторические фонари, лавочки, а провода убрали под землю. Также привели в порядок фасады старинных многоэтажных домов.
В Таганском районе находится также несколько небольших скверов — например, в Большом Факельном переулке, на Рогожском валу, в Сибирском проезде и другие.

## Религия

### Православные храмы
Православные храмы Таганского района входят в состав Покровского благочиния Московской городской епархии Русской православной церкви.
- Храм первоверховных апостолов Петра и Павла у Яузских ворот
- Собор Успения Пресвятой Богородицы на Крутицах
- Храм Святителя Николая в Котельниках
- Храм великомученика Никиты за Яузой
- Храм Воскресения Словущего при Митрополичьих палатах на Крутицах
- Храм Всех святых на Кулишках
- Храм Иерусалимской иконы Божией Матери за Покровской заставой
- Храм иконы Божией Матери «Всех скорбящих Радосте» на Калитниковском кладбище
- Храм пророка Илии на Воронцовом поле (домовый)
- Храм Мартина Исповедника в Алексеевской Новой Слободе
- Храм святителя Алексия Московского в Рогожской слободе
- Храм святителя Николая в Студенцах (единоверческий храм)
- Храм Покрова Пресвятой Богородицы на Лыщиковой горе
- Храм преподобного Василия Декаполита у Рогожской заставы
- Храм Рождества Пресвятой Богородицы на Кулишках
- Храм преподобного Сергия Радонежского в Рогожской слободе
- Храм преподобного Симеона Столпника за Яузой
- Храм Сорока мучеников Севастийских в Спасской слободе
- Храм Спаса Нерукотворного в Андрониковом монастыре
- Храм Троицы Живоначальной в Серебряниках  -  Храм-колокольня Усекновения главы Иоанна Предтечи (приписной)
- Храм Успения Пресвятой Богородицы в Гончарах  -  Храм святителя Николая на Болвановке (приписной)
- Храм святителя Петра митрополита Крутицкого (домовый, приписной к храму святителя Николая Мирликийского в Кузнецах)[115][116]

## Фотогалерея

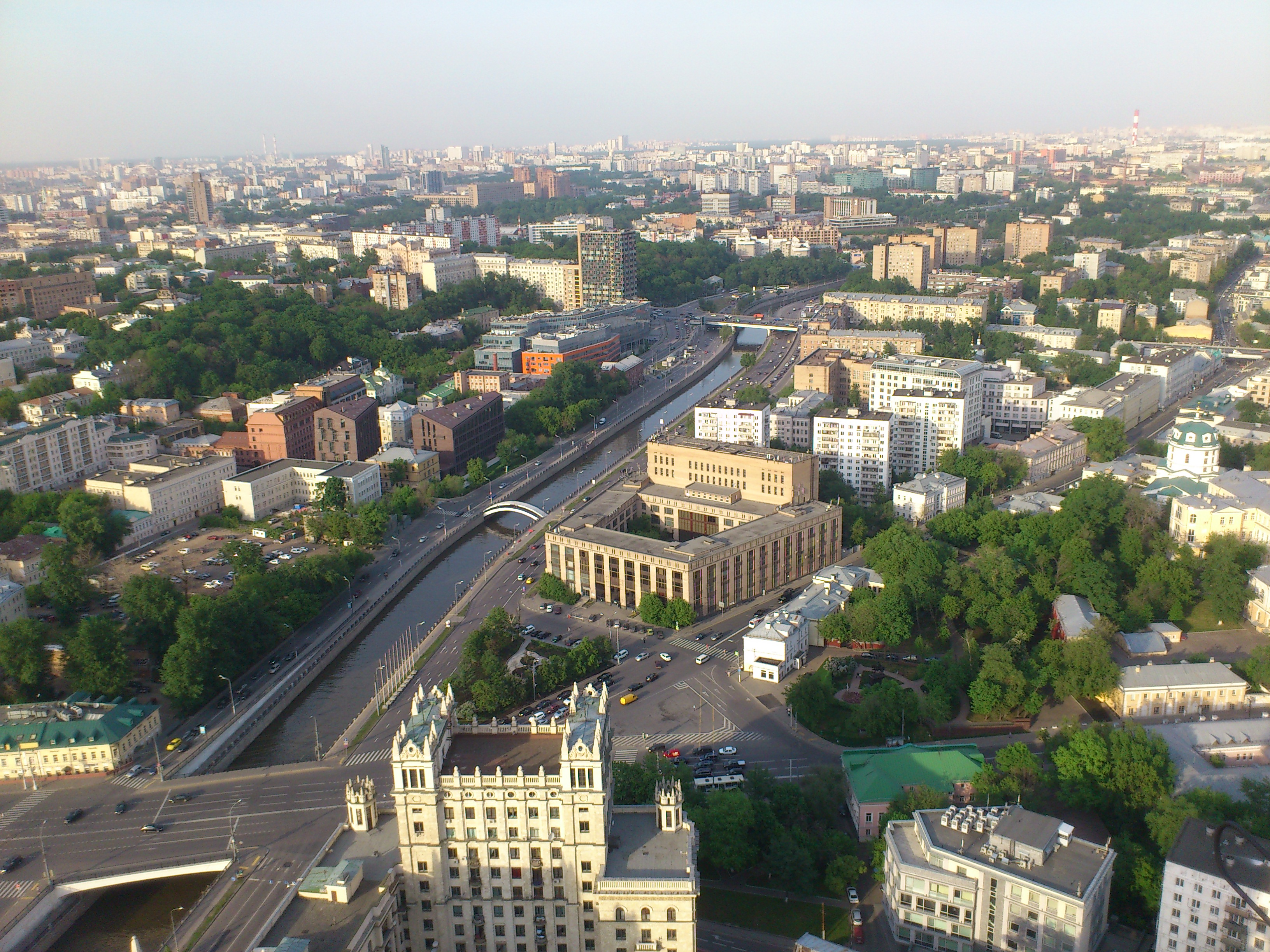
Вид с высотного здания на Котельнической набережной
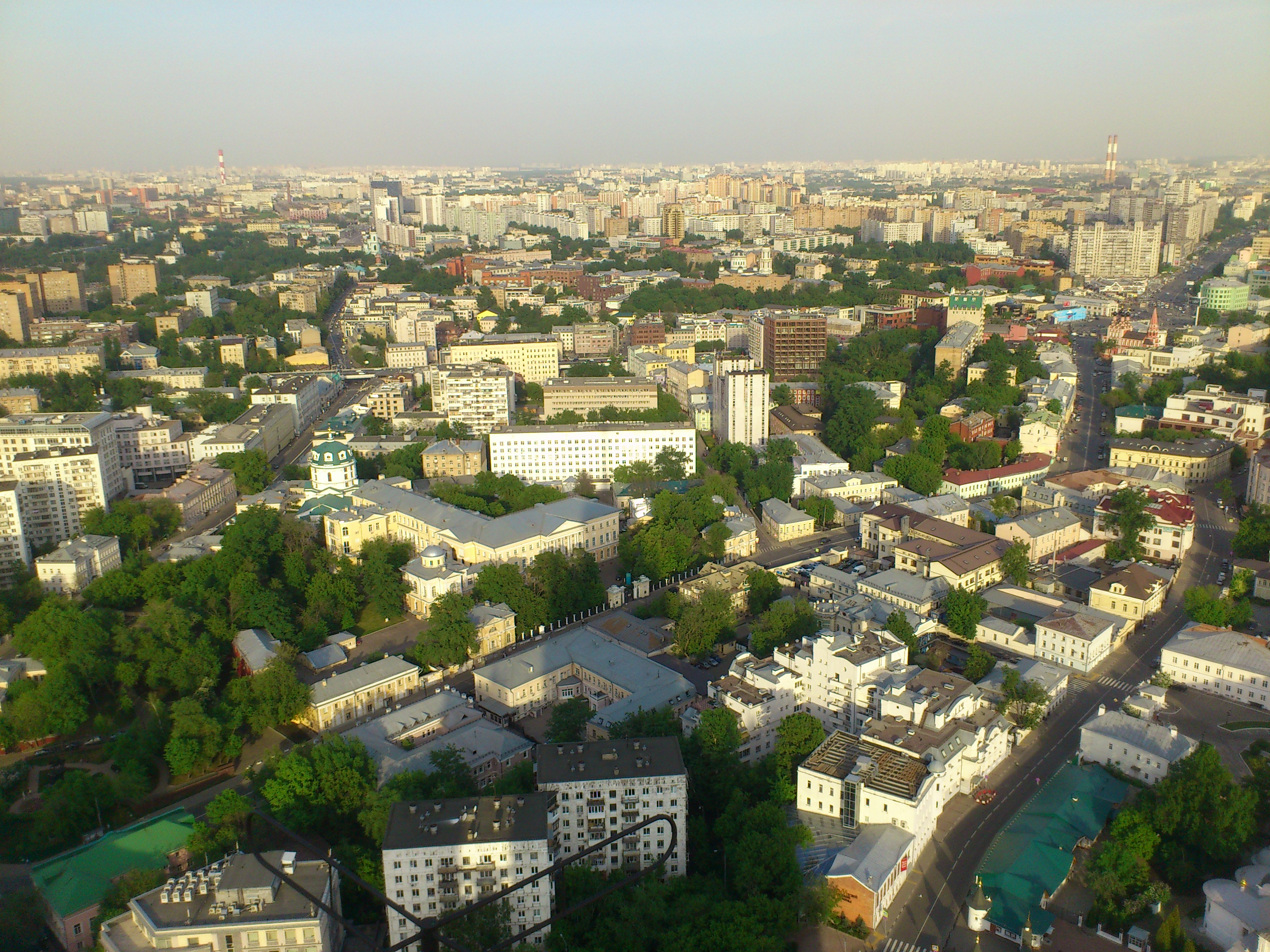
Вид с высотного здания на Котельнической набережной
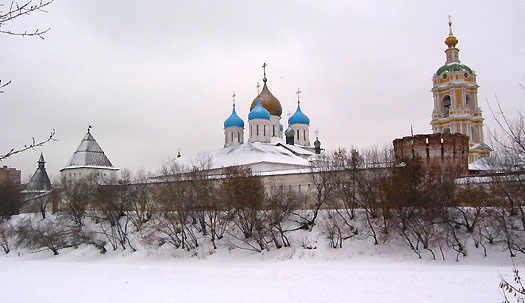
Новоспасский монастырь
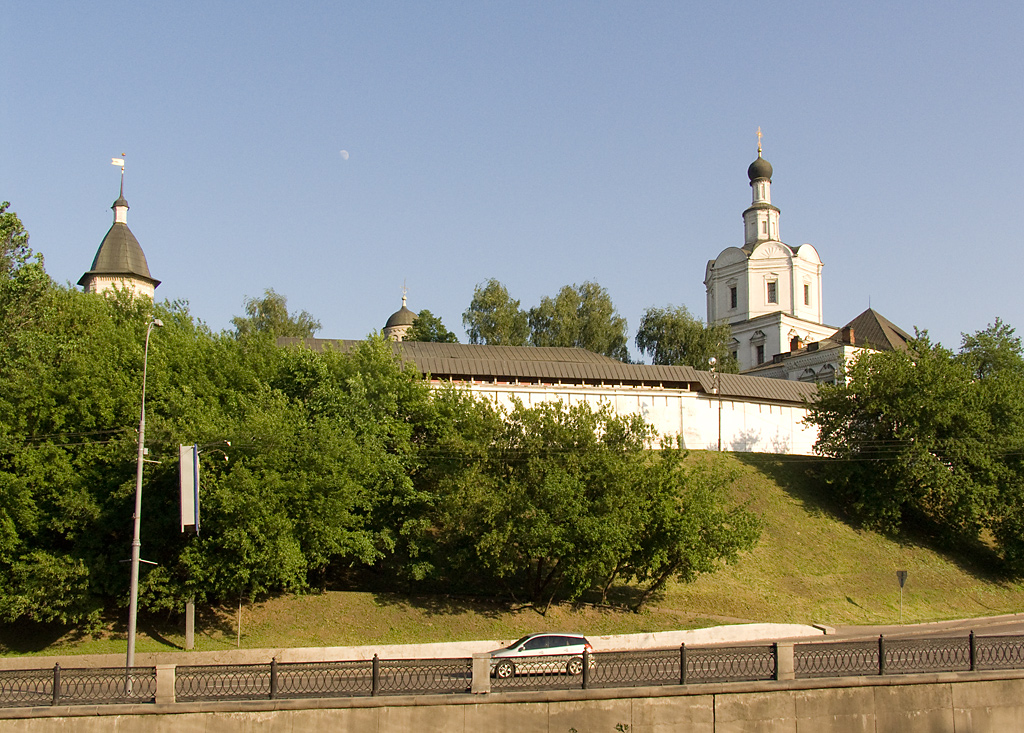
Андроников монастырь
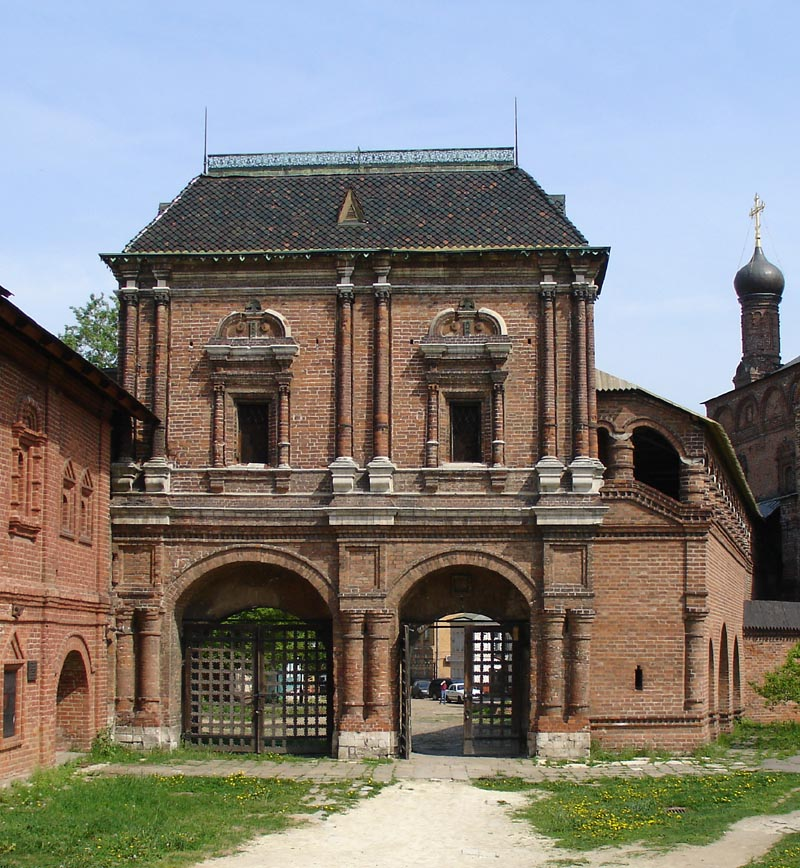
Крутицкое подворье
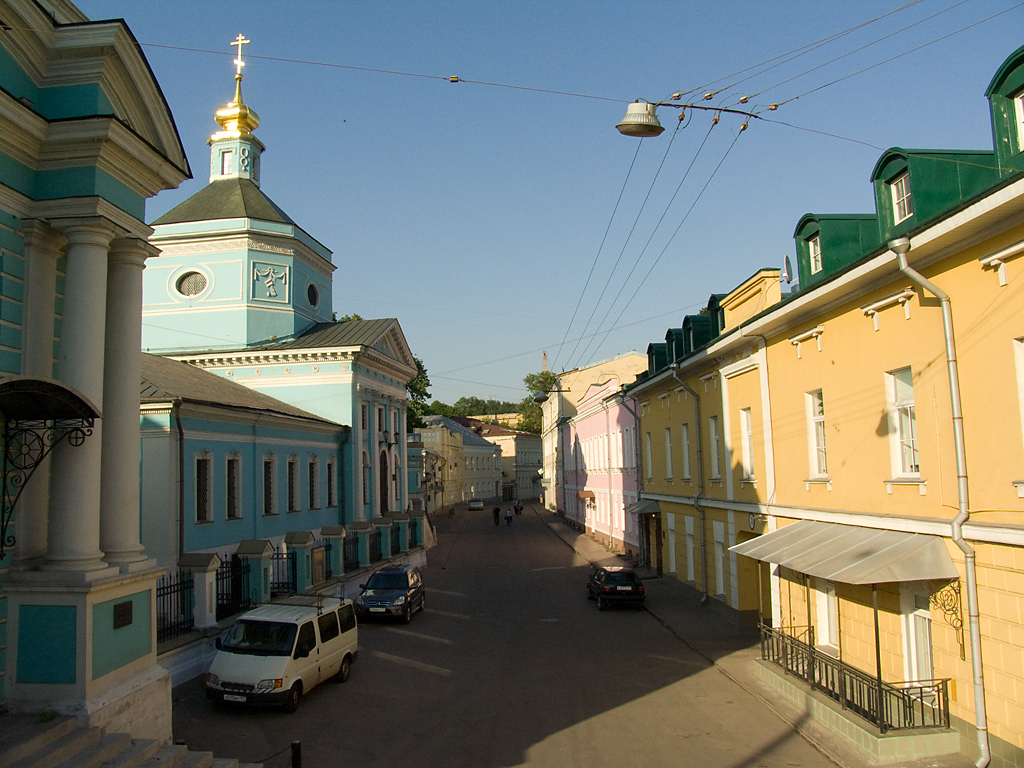
Застройка Солянки и Яузских Ворот
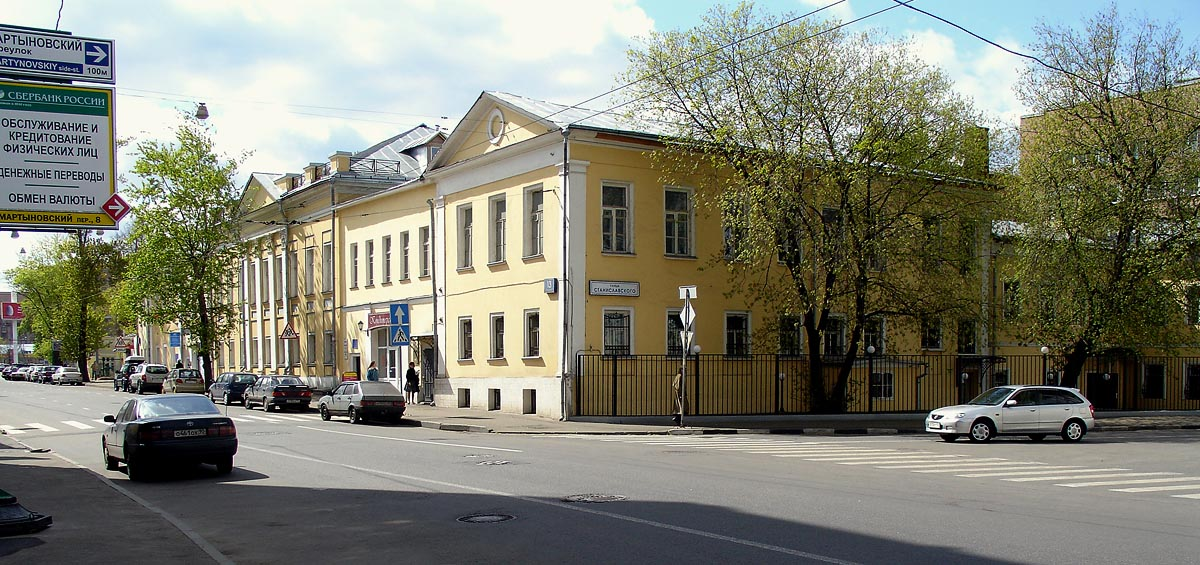
Застройка Алексеевских улиц
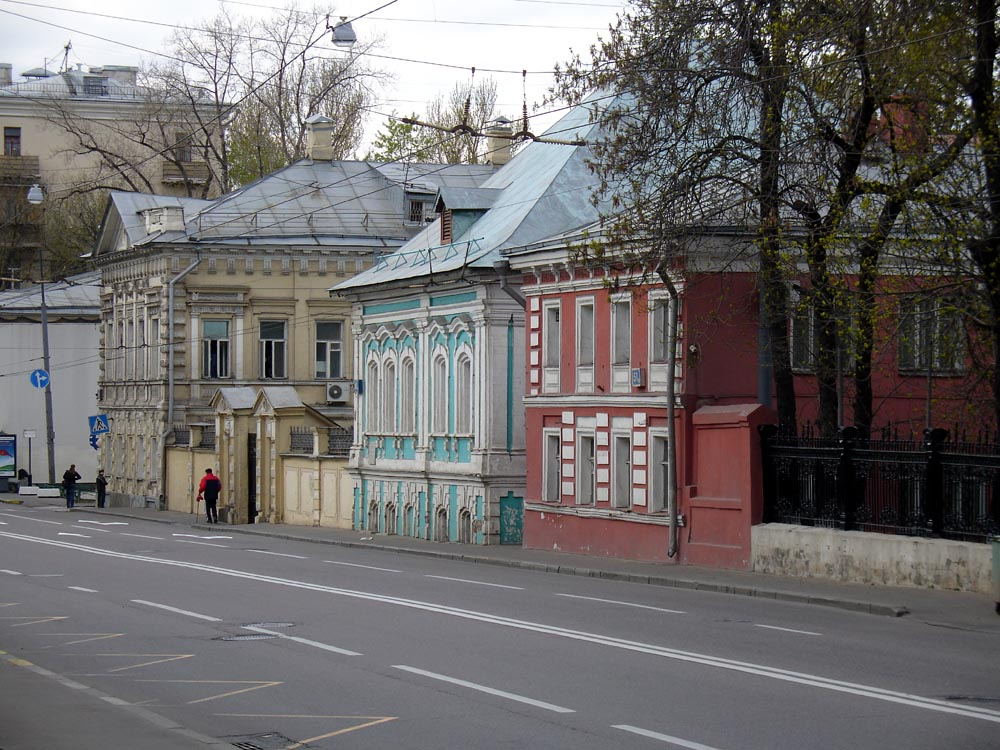
Застройка Николоямской улицы
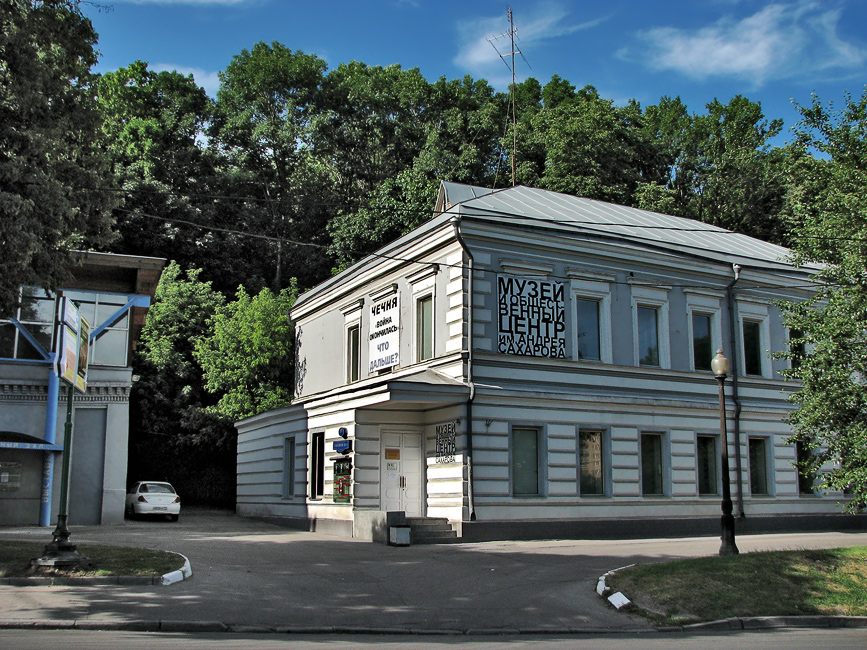
Сахаровский центр
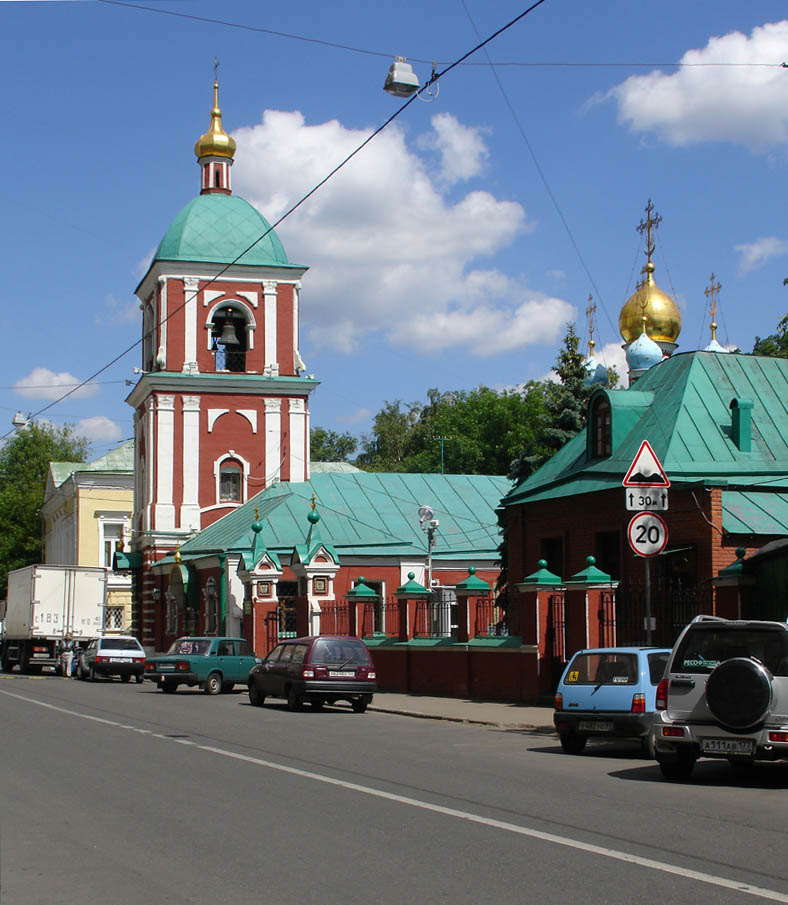
Застройка Гончарной и Радищевских улиц
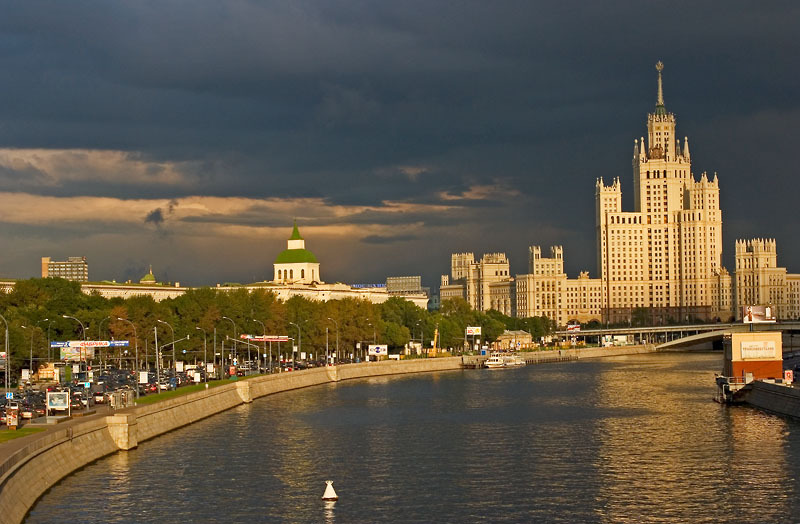
Воспитательный дом и дом на Котельнической набережной
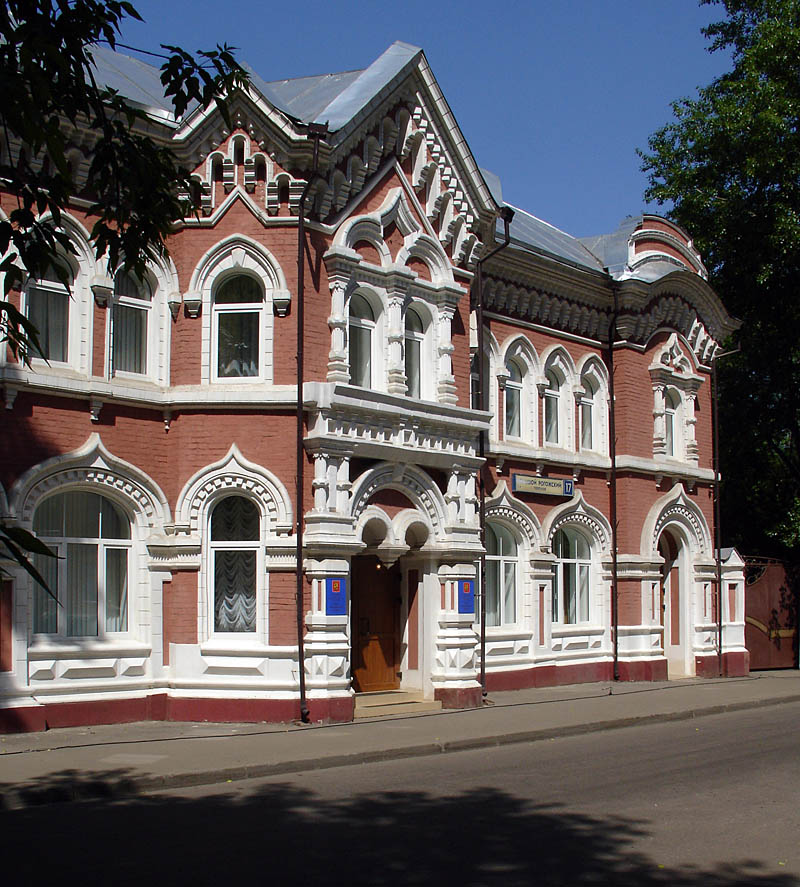
Остатки Рогожской слободы

## Кинофильмы
- «Застава Ильича» (1964)
- Таганка воинам Великой Отечественной войны. (2021)
- Открытие памятника Виктору Талалихину на Таганке в Москве 4 декабря 2001 года. (2021)
- Москва. Мельницкий переулок, дом 12. История здания. (2021)